# Teatro Municipal de Caracas
El Teatro Municipal de Caracas Alfredo Sadel es un espacio dedicado a la representación de óperas, espectáculos musicales y obras de teatro. Por su escenario han pasado algunas de las grandes figuras de la música que visitaron Venezuela desde finales del siglo XIX hasta mediados del siglo XX. Está ubicado en el centro histórico de la ciudad, en la urbanización El Silencio.

## SigloXIX

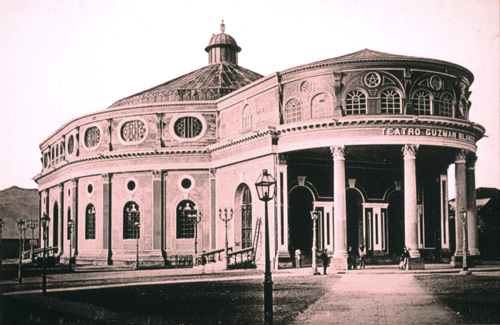
Foto del Municipal de fines del, con la fachada original.

El teatro fue inaugurado con el nombre de Teatro Guzmán Blanco el 1 de enero de 1881, durante el segundo mandato del presidente Antonio Guzmán Blanco, con la presentación de la ópera El trovador del compositor italiano Giuseppe Verdi que fue interpretada por la compañía de ópera Italiana del músico músico Fortunato Corvaia.
La política anticlerical de Guzmán Blanco contribuyó a la gran controversia que generó la construcción del teatro, ya que el mismo se construyó sobre el terreno que antes ocupaba la Iglesia de San Pablo. Sin embargo, debido a las transformaciones urbanísticas y modernizadoras del Ilustre Americano, que buscaban alejar a Caracas de las anticuadas tradiciones coloniales y encaminarla hacia la modernidad, este Teatro fue uno de los primeros lugares de Caracas en tener luz eléctrica. Su construcción fue iniciada en 1876 por el arquitecto francés Esteban Ricard y completada a partir de 1879 por el Venezolano Jesús Muñoz Tébar. 
En 1885 se presentó en este escenario la virtuosa pianista venezolana Teresa Carreño y en 1887 regresó de nuevo al país con una compañía de ópera cuyas presentaciones no fueron muy bien recibidas por el público caraqueño.

## SigloXX

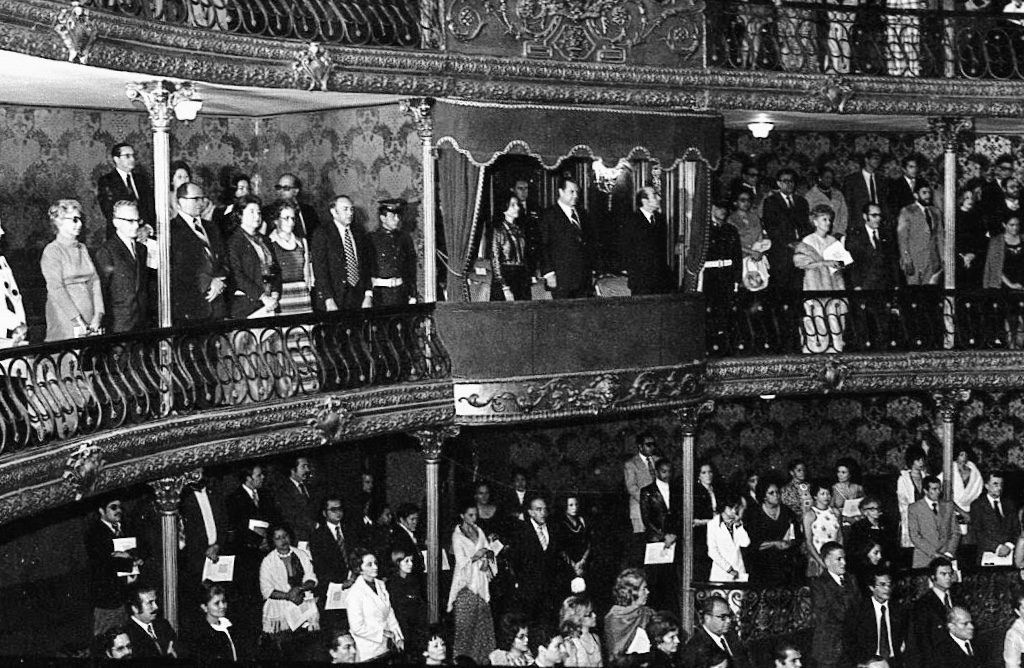
Visita del entonces presidente Rafael Caldera, 18 de enero de 1974.

Luego de su inauguración, el Teatro fue un lugar de parada obligatoria para compañías de ópera italianas y francesas que hacían giras por Latinoamérica. Allí también fue realizado el primer concierto de la Orquesta Sinfónica de Venezuela el 24 de junio de 1930. Esta agrupación realizaba sus ensayos en la Escuela de Música José Ángel Lamas y sus presentaciones en el Teatro Municipal y, a pesar de que el Teatro nunca fue la sede oficial de la orquesta, a partir de la década de 1950 se convirtió en el lugar donde se realizaban todos los ensayos y conciertos de esa institución.
A pesar de que las primeras compañías de teatro nacionales no se crearon sino en las primeras décadas del siglo XX, el Municipal también constituye un eje fundamental para el teatro en Venezuela y para la cultura escénica en general. Desde el punto de vista cultural, esta edificación esta edificación tuvo gran relevancia en la transformación de la sociedad caraqueña, ya que los espectáculos se constituyeron en una forma de entretenimiento a la vez que contribuían al desarrollo social y una forma de creación de la identidad nacional.

## Arquitectura

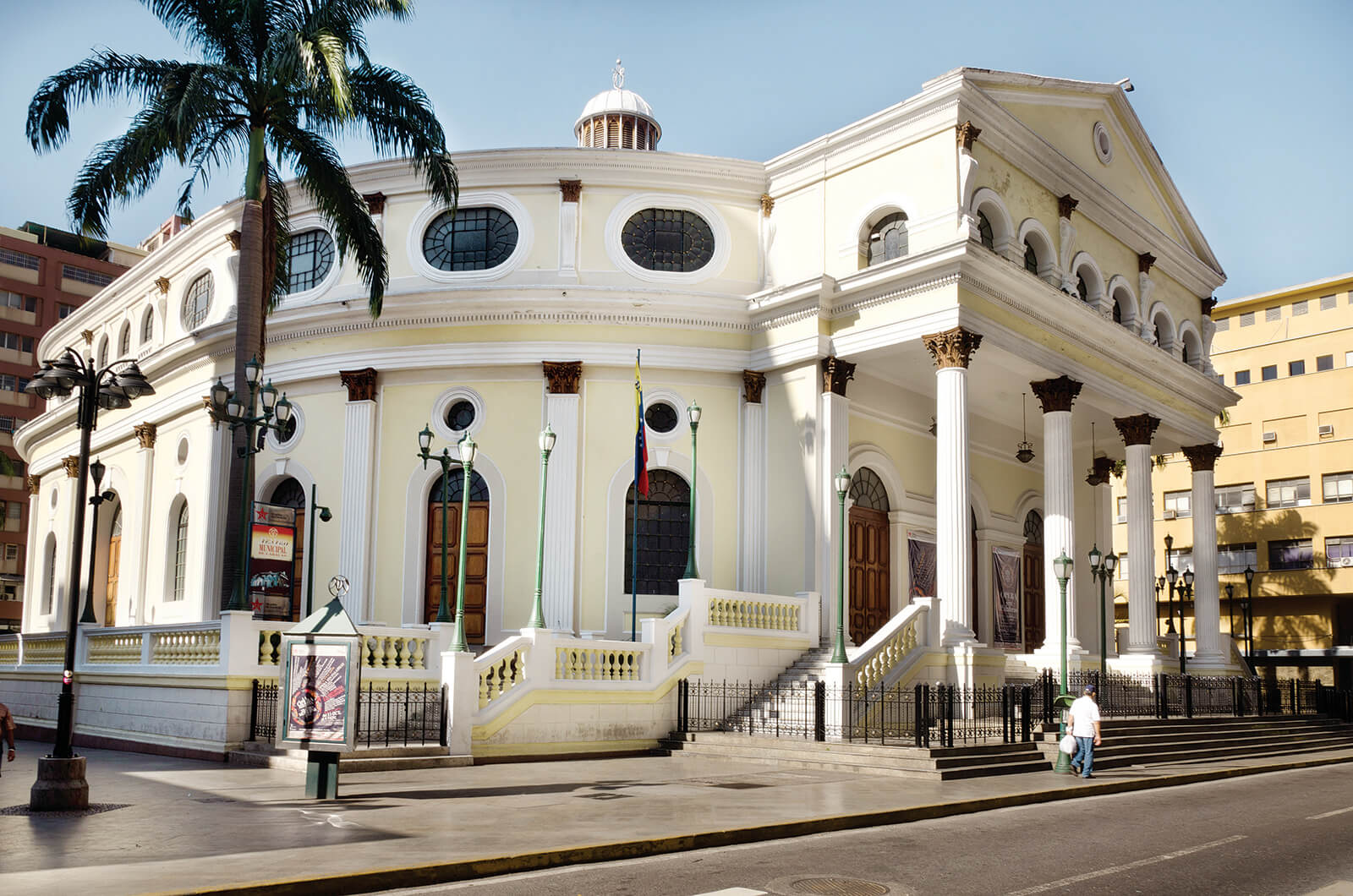
Fachada actual del Teatro Municipal de Caracas.

El edificio tiene un claro estilo neoclásico, caracterizado por el uso simétrico y proporcionado de elementos como columnas dóricas, un frontón triangular, arcos de medio punto, vitrales y óculos que permiten la iluminación. En su techo destaca un tambor que remata el techo cónico del piso superior. En su interior está decorado con esculturas y pinturas ornamentales. Entre los artistas que realizaron obras para el teatro se encuentran los pintores Manuel Otero, Pedro Jáuregui y Jacinto Inciarte, el escultor Rafael de la Cova realizó las obras La paz y Lira, Neptuno y Plutón y en la coordinación de la parte artística estuvo el artista italiano Enrico Daville.
En su interior, el tipo de teatro es el llamado a la italiana, que se caracteriza por su forma de herradura, donde el público se ubica en un patio central así como en palcos de varios niveles. Además del escenario, cuenta con un foso para la orquesta y toda la maquinaria teatral propia de la tramoya, camerinos y depósitos que contribuyen al buen funcionamiento de las representaciones. En la sala destacan algunos elementos decorativos como la ornamentación del palco presidencial, el techo de madera con su lámpara colgante, así como las columnas y balaustradas de los palcos. 
El teatro ha tenido varias remodelaciones: la primera en 1900, otra en 1930, aunque la modificación más drástica tuvo lugar en 1949 cuando fue removida parte de su fachada semicircular para dar espacio a la construcción de las Torres del Silencio. Otras remodelaciones fueron realizadas en 1967 y 1993. 

## Actualidad

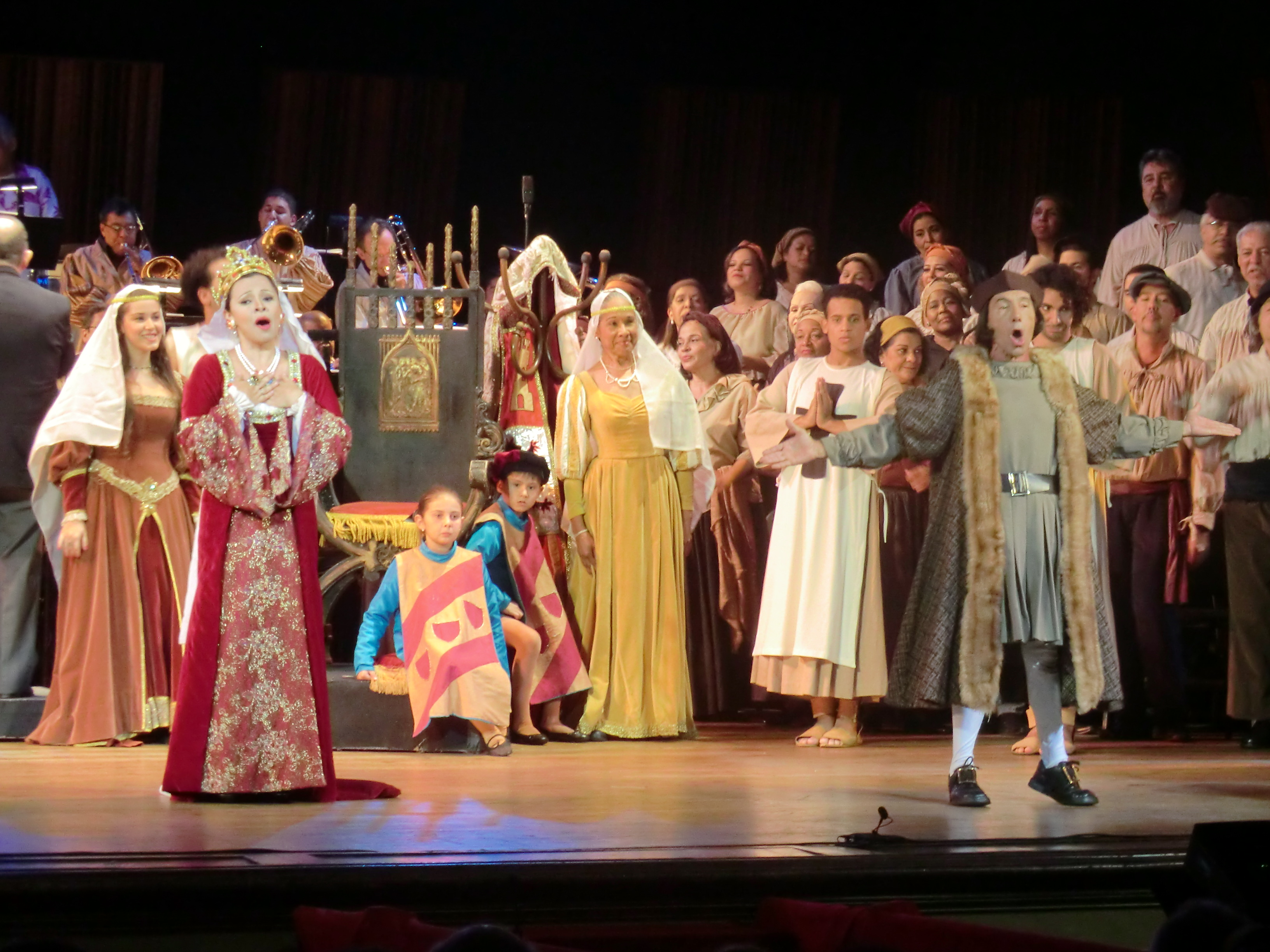
La ópera bufa Los Martirios de Colón representada en el Teatro Municipal. (2013).

El 25 de julio de 1998 recibe el nombre de Teatro Municipal de Caracas Alfredo Sadel. En años recientes fue restaurado por la Alcaldía del Municipio Libertador de Caracas a través de Fundapatrimonio, el organismo local encargado de preservar, restaurar y mantener las obras patrimoniales y arquitectónicas de la Ciudad.  
Actualmente es sede de la Orquesta Sinfónica Municipal de Caracas. Es utilizado no solamente para representaciones operísticas, albergando también obras de teatro y espectáculos de variedad, algunos conciertos populares.